# ورینا
ورینا (به اسپانیایی: Veriña) یک منطقهٔ مسکونی در اسپانیا است که در خیخن واقع شده‌است.

## خصوصیات
ورینا ۱۷۷ نفر جمعیت دارد.